# Quadrille nach der Oper „Der Liebesbrunnen“
Die Quadrille nach der Oper „Der Liebesbrunnen“ ist eine Quadrille von Johann Strauss (Sohn) (op. 10). Sie wurde am 9. November 1845 im Wiener Prater erstmals aufgeführt.

## Beschreibung
Das Werk verarbeitet Themen der Oper Der Liebesbrunnen von Michael William Balfe. Johann Strauss (Sohn) hatte diese Quadrille bereits vor der Wiener Premiere der Oper in Erwartung eines Erfolgs derselben geschrieben. Entgegen dieser Erwartung fiel die Oper aber in Wien durch und wurde nach drei Vorstellungen abgesetzt. Auch die Sängerin Jetty Treffz, die spätere erste Frau von Johann Strauss, enttäuschte bei der Opernpremiere am 4. November 1845 im Theater an der Wien. Trotz dieses Misserfolgs der Oper präsentierte der junge Strauss seine Quadrille am 9. November in Wagners Kaffeehaus im Wiener Prater. Das Werk wurde etwas besser aufgenommen als die Oper. Längerfristig halten konnte es sich aber auch nicht. Die Orchesterpartitur ist verschollen. Daher wurde für die unten erwähnte CD-Einspielung von Ludwig Babinski anhand eines Klavierauszugs die Orchesterfassung neu arrangiert. In den folgenden Jahren hat Strauss über weitere Opern von Balfe Quadrillen komponiert, die allerdings auch nicht erfolgreicher waren als diese (vergl. die opp. 24 und 31).
Die Spieldauer beträgt auf der unter Einzelnachweis angeführten CD 5 Minuten und 34 Sekunden. Je nach der musikalischen Auffassung des Dirigenten kann diese Zeit etwas variieren.

## Einzelnachweis
1. ↑  Englische Version des Booklets (Seite 93) in der 52 CDs umfassenden Gesamtausgabe der Orchesterwerke von Johann Strauss (Sohn), Hrsg. Naxos. Das Werk ist als fünfter Titel auf der 35. CD zu hören.